# コンラート1世 (ケルンテン公)

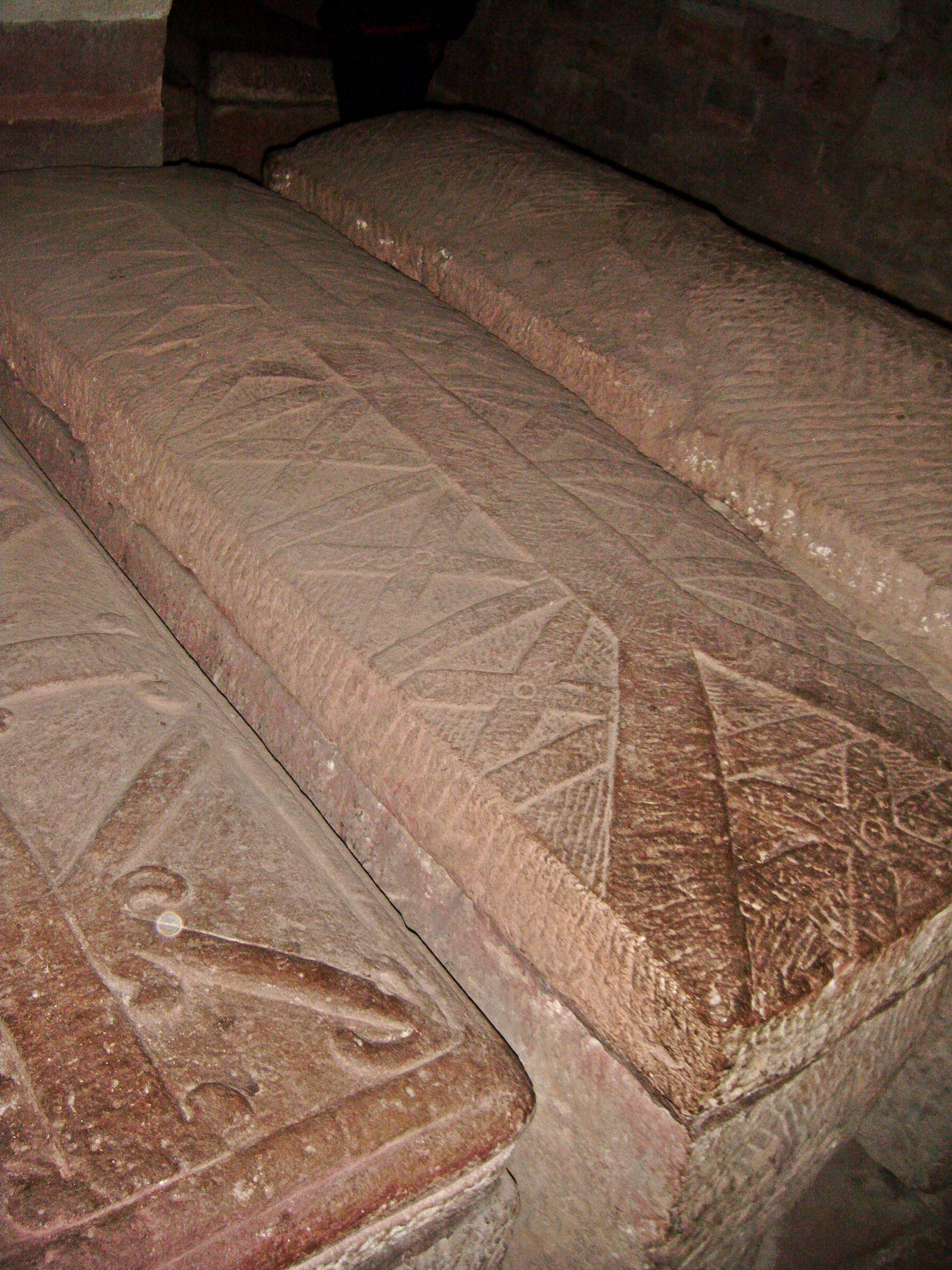
ケルンテン公コンラート1世の棺（中央、ヴォルムス大聖堂）

ケルンテン公コンラート1世（Konrad I., Herzog von Kärnten, 975年ごろ - 1011年12月12日または15日）は、ザーリアー家出身のケルンテン公（在位：1004年 - 1011年）。

## 生涯
コンラート1世はヴォルムスガウ伯であったオットー1世（老公）の三男として生まれた。従ってコンラートは後に神聖ローマ皇帝となるコンラート2世の父ハインリヒ、および聖職者となり996年に最初のドイツ人教皇グレゴリウス5世となったブルーノの弟にあたる。祖父コンラート（赤公）は皇帝オットー1世の支持者であり、そのためロートリンゲン公位を944年に与えられた。また、947年にはオットー1世の娘リウトガルトと結婚し、皇帝との連携を強めた。しかし、953年にオットー1世の息子リウドルフが叔父バイエルン公ハインリヒ1世に対して起こした反乱に加担し、ロートリンゲン公位を剥奪された。
コンラートの父オットーはフランケンにいくつかの領地をもち、978年に「三ハインリヒの反乱」によりハインリヒ1世が廃位された後に、皇帝オットー2世からケルンテン公位を与えられた。985年に皇太后テオファヌがハインリヒ3世と和解するためオットーがケルンテン公位をハインリヒ1世に返還せねばならなくなった後も、オットーは皇帝の支持者であり続けた。ハインリヒ2世が995年に死去した後、オットーは再びケルンテン公位を与えられ、同時にヴェローナ辺境伯位も与えられた。
コンラートの兄たちは父およびコンラートに先立って死去しており、1002年に皇帝オットー3世が突然死去した際には父オットーがドイツ王候補となったが、先のケルンテン公ハインリヒ2世の息子ハインリヒのためにその権利を放棄した。そのころ、コンラートはハインリヒと敵対していたコンラディン家のシュヴァーベン公ヘルマン2世の娘マティルデと結婚した。父と異なり、コンラートはヘルマン2世がドイツ王に立候補するのを支持した。最終的に、7月7日にハインリヒがドイツ王ハインリヒ2世として即位した。
コンラートとマティルデの結婚は近親婚であったため、ドイツ王ハインリヒ2世からティオンヴィルでの会議（1003年1月）において非難された。それにもかかわらず、コンラートが1011年に死去するまでコンラートとマティルデは夫婦であり続けた。
父オットーが1004年に死去した時、唯一生存していた息子であったコンラートは、ケルンテン公位とヴェローナ辺境伯位を継承した。しかしコンラート1世が死去した際には、マティルデとの間の息子コンラートは若年であり、ケルンテン公位を継承できなかった。代わりにマティルデの姉妹ベアトリクスと結婚していたエッペンシュタイン家のアダルベロが皇帝ハインリヒ2世よりケルンテン公位を与えられた。コンラートはヴォルムス大聖堂に埋葬された。妻マティルデはコンラートの死後、ロートリンゲン公フレデリック2世と再婚し、さらにアスカーニエン家のバレンシュテット伯エジコと再々婚した。

## 子女
- コンラート2世（1003年ごろ - 1039年） - ケルンテン公（1036年 - 1039年）[2]
- ブルーノ（1005年ごろ - 1045年） - ヴュルツブルク司教（1034年 - 1045年）